# Hymenostylium viridulum
Hymenostylium viridulum là một loài Rêu trong họ Pottiaceae. Loài này được (Brid.) Mitt. mô tả khoa học đầu tiên năm 1888.